# 商道
『商道』(サンド）は、韓国の小説家崔仁浩（チェ・イノ）が書いた歴史小説。李氏朝鮮後期の1779年に生まれ、李氏朝鮮最大の交易商人になった実在の人物である林尚沃（イム・サンオク）の生涯を描く。
1997年から3年間にわたって『韓国日報』に連載され、刊行後7か月で100万部を売り上げ、2009年に改定版を出版し、2020年11月までに総販売部数が500万部に達した。

## 主な登場人物

### 李氏朝鮮時代
林尚沃（イム・サンオク）
本作品の主人公。清国との国境に近い城邑義州出身。貧しい境遇から身を起こし、李朝最大の交易商人になる。
朴鐘一（パク・ジョンイル）
松都（ソンド、開城）の商人。
金正喜（キム・ジョンヒ）
文人画家。
石崇（ソクスン）和尚
高僧。
法天（ポプチョン）和尚
僧侶。
李禧著（イ・ヒジョ）
林尚沃の旧友。
洪景来（ホン・ギョンネ）
平安道農民戦争（洪景来の乱）の指導者。
張美齢
清国出身の美女。
洪得柱（ホン・ドゥクジュ）
義州の商人。林尚沃の元主人。
王造時
清国の商人。

### 現代
金起燮（キム・ギソプ）
韓国の大財閥である起平グループ会長。
韓基哲（ハン・ギチョル）
起平グループ企画調整室長。
鄭相鎮（チョン・サンジン）
「私」。小説家。林尚沃の生涯を追う。

## 翻訳
青木謙介が日本語に翻訳し、2002年に徳間書店から上下、全2巻で刊行した。

## テレビドラマ
崔仁浩（チェ・イノ）の小説を原作としてテレビドラマ化され、『商道』（サンド）として2001年から2002年にかけて韓国のMBCにて全50回にわたって放送された。イ・ビョンフンが演出した作品で、脚本は40回までをチェ・ワンギュが書き、41回からはチョン・ヒョンスが書いた。主人公のイム・サンオク役を演じたイ・ジェリョンは、2002年のMBC演技大賞で男性最優秀演技賞を受賞した。他に、松都（ソンド、開城）の巨商パク・チュミョン役にイ・スンジェ、パク・チュミョンの一人娘タニョン役にキム・ヒョンジュ、客主の親方チョン・チス役にチョン・ボソク、義州の商人でイム・サンオクの元主人ホン・ドゥクチュ役にパク・イナン、ホン・ドゥクチュの娘ミグム役にホン・ウニ、女旅芸人チェヨン役にキム・ユミ等が出演した。

### 関連作品
林尚沃（イム・サンオク）を主人公とした作品には、崔仁浩の小説より前に1976年から1977年にかけて放送された『巨商 林尚沃』がある 。